# Circondario dello Schwalm-Eder
Il circondario dello Schwalm-Eder è uno dei circondari dello stato tedesco dell'Assia.
Fa parte del distretto governativo di Kassel.

## Città e comuni
(Abitanti al 31 dicembre 2022)
| Comuni del circondario | Città 1. Borken (Hessen) (12 555) 2. Felsberg (10 633) 3. Fritzlar (15 031) 4. Gudensberg (9 983) 5. Homberg (Efze) (14 458) 6. Melsungen (13 906) 7. Neukirchen (7 026) 8. Niedenstein (5 577) 9. Schwalmstadt (18 488) 10. Schwarzenborn (1 209) 11. Spangenberg (6 122) | Comuni 1. Bad Zwesten (3 832) 2. Edermünde (7 442) 3. Frielendorf (7 318) 4. Gilserberg (2 951) 5. Guxhagen (5 481) 6. Jesberg (2 161) 7. Knüllwald (4 447) 8. Körle (3 089) 9. Malsfeld (3 989) 10. Morschen (3 180) 11. Neuental (3 014) 12. Oberaula (3 289) 13. Ottrau (2 164) 14. Schrecksbach (2 981) 15. Wabern (7 447) 16. Willingshausen (4 822) |